# 埃格港鎮區 (新澤西州)
埃格港鎮區（英語：Egg Harbor Township）是位於美國新澤西州大西洋縣的一個鎮區。

## 地方資料
埃格港鎮區的面積為195.48平方千米，當中陸地面積為173.65平方千米，而水域面積為21.82平方千米。根據2020年美國人口普查的數據，當地共有人口47842人，而人口密度為每平方千米244.74人。